# LUX – a legjobb filmnek járó európai közönségdíj
A LUX – a legjobb filmnek járó európai közönségdíj (angolul: LUX European Audience Film Award), rövid nevén LUX közönségdíj (LUX Audience Award) az Európai Parlament (EP) és az Európai Filmakadémia (EFA) közös filmművészeti díja, amelyet az európai parlamenti képviselők és a nézőközönség 50-50 % arányú szavazata alapján ítélnek oda évente. A díj átadása az Európai Parlament strasbourgi plenáris ülésén történik, ünnepélyes keretek között.
Eredetileg az Európai Parlament alapította 2007-ben LUX-díj (LUX Prize), illetve LUX-filmdíj (LUX Film Prize) elnevezéssel az olyan filmek díjazására, amelyek az európai értékek egyetemességéről, a földrész kulturális sokszínűségéről, az európaiak életéről és identitásáról, aktuális társadalmi kérdésekről szólnak. 2020-ban a díjat gyökeresen átalakították: az Európai Parlament és az Európai Filmakadémia – együttműködve az Európai Bizottsággal, valamint az Europa Cinemas mozihálózattal – megállapodott, hogy az alapelvek és célok megtartása mellett a korábbi LUX-díj és a EFA közönségdíja összevonásával egy szélesebb szavazóbázisú filmes elismerést hoznak létre.
Nevét a megvilágítás mértékegységéről, a luxról kapta, mely latinul fényt jelent. A LUX-díj célja, hogy reflektorfénybe állítsa az európai szintű gondolkodást, az azzal kapcsolatos nyilvános vitát, és hogy megkönnyítse az európai filmek forgalmazását kontinens-szerte.

## A díj
A LUX-díj valójában egy természetbeni juttatás a film forgalmazásának megkönnyítésére azzal, hogy elkészítik a döntőbe került alkotások feliratozását az Európai Unió mind a 24 hivatalos nyelvén, valamint az országonkénti DCP-csomagot, továbbá a díjazott alkotás esetében finanszírozzák a videó filmmé történő konvertálását (kinescopage), és az eredeti nyelv alapján egy jelnyelvi fordítás elkészítését a siketek és nagyothallók részére. Mindezeken felül a díjazott alkotás megnövekedett hírneve és népszerűsítése ugyancsak segíti a terjesztést. Abban az esetben, ha a nyertes filmet egyes országokban már eladták forgalmazásra és emiatt feliratozták is, a természetbeni elismerés más formájáról az Európai Parlament és a film kijelölt képviselői külön megállapodás keretében egyeznek meg (például segítséget nyújtanak a DVD-gyártáshoz).
A LUX közönségdíj megjelenési formája egy trófea, amely egy felfelé kihúzott filmtekercset ábrázol. Jocelyne Coster belga művész készítette, akit Bábel tornya ihletett meg, mely szimbólumot az Európai Parlament egyébként is használ az egy helyen, egyetlen cél érdekében egyesülő többnyelvűség, valamint a kulturális sokszínűség megjelenítésére.

### A beválogatás feltételei
Ahhoz, hogy egy film a hivatalos válogatásba bekerülhessen, az alábbi feltételeknek kell megfelelnie:
- játék-, animációs, vagy kreatív dokumentarista filmes alkotás legyen;
- legalább 60 perc hosszúnak kell lennie;
- példázza az európai identitást, a hagyományok és kultúrák sokszínűségét, adjon betekintést a közös Európa építésének folyamatába, az arról folytatott társadalmi vitákba;
- a MEDIA Programban részt vevő államok (Európai Unió, Albánia, Bosznia-Hercegovina, Észak-Macedónia, Izland, Montenegró,Norvégia és Szerbia) gyártásában vagy koprodukciójában készüljön;[4]
- fesztiválpremierje, illetve első bemutatója egy adott év szeptember 1-je és a következő év augusztus 31. között történjen.[1][5]

### A válogatás menete
2007 és 2019 között egy 16 fős reprezentatív jelölőtestület (Selection Panel) tíz-tíz filmet vett fel a Lux-díj hivatalos válogatásába. A testület brüsszeli üléseire az Európai Bizottság (CREATIVE EUROPE), valamint az Európa Tanács Eurimages alapja megfigyelőket küldtek. A tízes listát a Karlovy Vary-i Nemzetközi Filmfesztivál idején hozták nyilvánosságra, majd e tízes listából választották ki díjra jelölt három filmet. A döntős alkotásokat a nagyközönség egy határokon átívelő többnapos kulturális rendezvény, az úgynevezett Lux-filmnapok (Lux Film Days) keretében tekinthették meg feliratozva, az Európai Unió mind a 28 tagállamában. Ezen az eseményen a nézők meg is vitathatták a Lux-díjért versengő filmekben felvetődő témákat és kérdéseket. 2013-tól a nagyközönség szavazhatott is kedvenc filmjére az interneten; a közönségszavazás nyertesét (Audience Mention) a következő Karlovy Vary Nemzetközi Filmfesztiválon hirdették ki – utoljára 2018-ban – az új hivatalos válogatással egyidejűleg.
2020-tól minden évben egy 20 fős reprezentatív válogatótestület (Selection Panel) áll fel az európai filmipar képviselőiből, melynek producerek, forgalmazók, moziüzemeltetők, filmrendezők, valamint fesztiválszervezők és filmkritikusok a tagjai. A testület áttekinti az Európai Filmdíjra nevezett alkotásokat és összeállítja azt az öt filmből álló rövidített listát (a Covid19-pandémia miatt 2021-ben kivételesen csak három filmet jelöltek), amelyet az Európai Filmdíj december elején megtartott díjátadó ünnepségén hirdetnek ki.
Ezt követően elkészítik a díjra jelölt filmek feliratozását az Európai Unió 24 hivatalos nyelvén, hogy a lehető legszélesebb közönség számára legyenek elérhetőek. Az EU támogatja a filmek megjelenését fesztiválokon, filmszínházakban, illetve VOD platformon mind a tagállamokban, mind az Egyesült Királyságban. Február közepétől egy határokon átívelő többnapos kulturális rendezvényt, a LUX-filmnapokat (Lux Film Days) vagy LUX közönséghetet (LUX Audience Week) szerveznek.

### A zsűrizés és díjátadás
A nagyközönség a jelölések bejelentése után, december közepe és április közepe között megtekintheti a filmeket és értékelheti azokat egytől ötig terjedő skálán a LUX-díj hivatalos internetes felületén.
Az Európai Parlament képviselői március elejétől szavazhatnak, miután belső vetítéseken, vagy máshol már megtekintették a jelölt alkotásokat. A szavazás ugyancsak elektronikus úton történik a parlament belső számítógépes hálózatán.
A LUX közönségdíjat az európai parlamenti képviselők és a közönség 50-50 % arányú szavazata alapján ítélik oda. A versenyben résztvevő filmek közül a legtöbb szavazatot kapott alkotást hirdetik ki nyertesként.
A díjat, illetve annak trófeáját az Európai Parlament elnöke adja át április végén a nyertes alkotás képviselőjének (rendszerint a rendezőnek) a strasbourgi plenáris ülésen, a parlament tagjai, valamint a döntős versenyfilmek alkotói jelenlétében. A díjazott filmet levetítik májusban, az Európa-napon. 2021-ben az időpontok kivételesen módosultak.

## Díjazott és díjra jelölt alkotások

### 2007 és 2019 között
| „Díjazott” – szürkéskék háttérrel |
| „Jelölt” – fehér háttérrel        |

| Év                                    | Magyar cím                          | Eredeti cím                       | Rendező | A rendező állampolgársága (a film premierjekor) | Közönség- díj |
| ------------------------------------- | ----------------------------------- | --------------------------------- | ------- | ----------------------------------------------- | ------------- |
| 2007                                  |                                     |                                   |         |                                                 |               |
| A másik oldalon                       | Auf der anderen Seite               | Fatih Akın                        | GER     |                                                 |               |
| 4 hónap, 3 hét, 2 nap                 | 4 luni, 3 săptămâni şi 2 zile       | Cristian Mungiu                   | ROM     |                                                 |               |
| Örök szépség                          | Belle toujours                      | Manoel de Oliveira                | POR     |                                                 |               |
| 2008                                  |                                     |                                   |         |                                                 |               |
| Lorna csendje                         | Le Silence de Lorna                 | Jean-Pierre és Luc Dardenne       | BEL     |                                                 |               |
| Delta                                 | Delta                               | Mundruczó Kornél                  | HUN     |                                                 |               |
| Havel polgártárs                      | Občan Havel                         | Miroslav Janek és Pavel Koutecký  | CZE     |                                                 |               |
| 2009                                  |                                     |                                   |         |                                                 |               |
| Isten hozott!                         | Welcome                             | Philippe Lioret                   | FRA     |                                                 |               |
| Keleti játszma                        | Източни пиеси                       | Kamen Kalev                       | BUL     |                                                 |               |
| Vihar                                 | Storm                               | Hans-Christian Schmid             | GER     |                                                 |               |
| 2010                                  |                                     |                                   |         |                                                 |               |
| Az idegen                             | Die Fremde                          | Feo Aladag                        | AUT     |                                                 |               |
| Illegális                             | Illégal                             | Olivier Masset-Depasse            | BEL     |                                                 |               |
| Platón Akadémiája                     | Akadimia Platonos                   | Filippos Tsitos                   | GRE     |                                                 |               |
| 2011                                  |                                     |                                   |         |                                                 |               |
| A Kilimandzsáró hava                  | Les neiges du Kilimandjaro          | Robert Guédiguian                 | FRA     |                                                 |               |
| Attenberg                             | Attenberg                           | Athina Rachel Tsangari            | GRE     |                                                 |               |
| Play, gyerekjáték?                    | Play                                | Ruben Östlund                     | SWE     |                                                 |               |
| 2012                                  |                                     |                                   |         |                                                 |               |
| A lány és a költő                     | Io sono Li                          | Andrea Segre                      | ITA     |                                                 |               |
| Csak a szél                           | Csak a szél                         | Fliegauf Bence                    | HUN     |                                                 |               |
| Tabu                                  | Tabu                                | Miguel Gomes                      | POR     |                                                 |               |
| 2013                                  |                                     |                                   |         |                                                 |               |
| Alabama és Monroe                     | The Broken Circle Breakdown         | Felix Van Groeningen              | BEL     | Igen                                            |               |
| Az önző óriás                         | The Selfish Giant                   | Clio Barnard                      | GBR     |                                                 |               |
| Miele                                 | Miele                               | Valeria Golino                    | ITA     |                                                 |               |
| 2014                                  |                                     |                                   |         |                                                 |               |
| Ida                                   | Ida                                 | Paweł Pawlikowski                 | POL     |                                                 |               |
| Csajok                                | Bande de filles                     | Céline Sciamma                    | FRA     |                                                 |               |
| Osztályellenség                       | Razredni sovražnik                  | Rok Biček                         | SVN     | Igen                                            |               |
| 2015                                  |                                     |                                   |         |                                                 |               |
| Mustang                               | Mustang                             | Deniz Gamze Ergüven               | TUR     | Igen                                            |               |
| A lecke                               | Urok                                | Petar Valchanov, Kristina Grozeva | BUL     |                                                 |               |
| Mediterráneum                         | Mediterranea                        | Jonas Carpignano                  | ITA     |                                                 |               |
| 2016                                  |                                     |                                   |         |                                                 |               |
| Toni Erdmann                          | Toni Erdmann                        | Maren Ade                         | GER     | Igen                                            |               |
| Életem Cukkiniként                    | Ma vie de courgette                 | Claude Barras                     | SUI     |                                                 |               |
| Felnyitom a szemem                    | À peine j'ouvre les yeux            | Leyla Bouzid                      | TUN     |                                                 |               |
| 2017                                  |                                     |                                   |         |                                                 |               |
| Számi vér                             | Sameblod                            | Amanda Kernell                    | SWE     | Igen                                            |               |
| 120 dobbanás percenként               | 120 battements par minute           | Robin Campillo                    | FRA     |                                                 |               |
| Western                               | Western                             | Valeska Grisebach                 | GER     |                                                 |               |
| 2018                                  |                                     |                                   |         |                                                 |               |
| Izlandi amazon                        | Kona fer í stríð                    | Benedikt Erlingsson               | ISL     | Igen                                            |               |
| A másik oldal                         | Druga strana svega                  | Mila Turajlić                     | SRB     |                                                 |               |
| Hamis szelek                          | Styx                                | Wolfgang Fischer                  | GER     |                                                 |               |
| 2019                                  |                                     |                                   |         |                                                 |               |
| Isten létezik, és Petrunijának hívják | Gospod postoi, imeto i' e Petrunija | Teona Strugar Mitevska            | MKD     |                                                 |               |
| A rendszer                            | El reino                            | Rodrigo Sorogoyen                 | ESP     |                                                 |               |
| Hammarskjöld, döglött akták           | Cold Case Hammarskjöld              | Mads Brügger                      | DEN     |                                                 |               |

#### Magyar filmek a hivatalos válogatásban (2007–2019)
| Év   | Címe                | Rendező            | Döntős |
| ---- | ------------------- | ------------------ | ------ |
| 2007 | Iszka utazása       | Bollók Csaba       |        |
| 2008 | Delta               | Mundruczó Kornél   | Igen   |
| 2010 | Bibliothèque Pascal | Hajdu Szabolcs     |        |
| 2011 | A torinói ló        | Tarr Béla          |        |
| 2012 | Csak a szél         | Fliegauf Bence     | Igen   |
| 2014 | Fehér isten         | Mundruczó Kornél   |        |
| 2015 | Saul fia            | Nemes Jeles László | [ 11 ] |

### 2021-től
Az Európai Parlament és az Európai Filmakadémia közös díjaként.
| „Díjazott” – szürkéskék háttérrel |
| „Jelölt” – fehér háttérrel        |

| Év                       | Magyar cím                | Eredeti cím                  | Rendező | A rendező állampolgársága (a film premierjekor) | Megjegyzés |
| ------------------------ | ------------------------- | ---------------------------- | ------- | ----------------------------------------------- | ---------- |
| 2021                     |                           |                              |         |                                                 |            |
| Kollektíva               | Colectiv                  | Alexander Nanau              | ROM     | [ 9 ] [ * 2 ]                                   |            |
| Corpus Christi           | Boże Ciało                | Jan Komasa                   | POL     | [ 9 ] [ * 2 ]                                   |            |
| Még egy kört mindenkinek | Druk                      | Thomas Vinterberg            | DEN     | [ 9 ] [ * 2 ]                                   |            |
| 2022                     |                           |                              |         |                                                 |            |
| Quo vadis, Aida?         | Quo vadis, Aida?          | Jasmila Žbanić               | BIH     | [ * 3 ] [ * 4 ]                                 |            |
| Menekülés                | Flee                      | Jonas Poher Rasmussen        | DEN     | [ * 3 ] [ * 4 ]                                 |            |
| Nagy szabadság           | Grosse Freiheit           | Sebastian Meise              | AUT     | [ * 3 ] [ * 4 ]                                 |            |
| 2023                     |                           |                              |         |                                                 |            |
| Közel                    | Close                     | Lukas Dhont                  | BEL     | [ * 5 ] [ * 6 ]                                 |            |
| Alcarrás                 | Alcarràs                  | Carla Simón                  | ESP     | [ * 5 ] [ * 6 ]                                 |            |
| A szomorúság háromszöge  | Triangle of Sadness       | Ruben Östlund                | SWE     | [ * 5 ] [ * 6 ]                                 |            |
| –––                      | Fogo Fátuo                | João Pedro Rodrigues         | POR     | [ * 5 ] [ * 6 ]                                 |            |
| Száraz napok             | Kurak Günler              | Emin Alper                   | TUR     | [ * 5 ] [ * 6 ]                                 |            |
| 2024                     |                           |                              |         |                                                 |            |
| A tanári szoba           | Das Lehrerzimmer          | Ilker Çatak                  | GER     | [ * 7 ] [ * 8 ]                                 |            |
| A méhek húszezer fajtája | 20.000 especies de abejas | Estibaliz Urresola Solaguren | ESP     | [ * 7 ] [ * 8 ]                                 |            |
| Az Adamanton             | Sur l'Adamant             | Nicolas Philibert            | FRA     | [ * 7 ] [ * 8 ]                                 |            |
| Hulló levelek            | Kuolleet lehdet           | Aki Kaurismäki               | FIN     | [ * 7 ] [ * 8 ]                                 |            |
| Smoke Sauna Sisterhood   | Savvusanna sõsarad        | Anna Hints                   | EST     | [ * 7 ] [ * 8 ]                                 |            |
| 2026                     |                           |                              |         |                                                 |            |
| –––                      | Animal                    | Sofia Exarchou               | GRE     | [ * 9 ]                                         |            |
| Áradás                   | Flow                      | Gints Zilbalodis             | LAT     | [ * 9 ]                                         |            |
| Dahomey – Kik vagyunk?   | Dahomey                   | Mati Diop                    | FRA     | [ * 9 ]                                         |            |
| Julie hallgat            | Julie zwijgt              | Leonardo Van Dijl            | BEL     | [ * 9 ]                                         |            |
| Lehallgatva              | Intercepted               | Okszana Karpovics            | UKR     | [ * 9 ]                                         |            |